# Hidirasa (Lambu)
Hidirasa is een bestuurslaag in het regentschap Bima van de provincie West-Nusa Tenggara, Indonesië. Hidirasa telt 927 inwoners (volkstelling 2010).